# Bayerische C IV
| C IV (Bayern) DR-Baureihe 5380–81                           | C IV (Bayern) DR-Baureihe 5380–81                    | C IV (Bayern) DR-Baureihe 5380–81                    |
| ----------------------------------------------------------- | ---------------------------------------------------- | ---------------------------------------------------- |
| Bayerische C IV mit der Nummer 1419 in München im März 1922 |                                                      |                                                      |
|                                                             | C IV Zwilling                                        | C IV Verbund                                         |
| Nummerierung:                                               | Namen, 1401–1441, 1452–1462 ab 1926: DR 53 8011–8076 | Namen, 1442–1451, 1463–1550 ab 1926: DR 53 8081–8168 |
| Anzahl:                                                     | 87                                                   | 100                                                  |
| Hersteller:                                                 | Maffei, Krauss                                       | Krauss, Maffei                                       |
| Baujahr(e):                                                 | 1884–1892                                            | 1889–1897                                            |
| Ausmusterung:                                               | bis 1926                                             | bis 1931                                             |
| Bauart:                                                     | C n2                                                 | C n2v                                                |
| Spurweite:                                                  | 1435 mm                                              | 1435 mm                                              |
| Länge über Puffer:                                          | 14600 mm                                             | 149901 / 150202 mm                                   |
| Radstand mit Tender:                                        | 10300 mm                                             | 105001 / 105302 mm                                   |
| Dienstmasse:                                                | 40,0 t                                               | 40,31 / 42,02 t                                      |
| Reibungsmasse:                                              | 40,0 t                                               | 40,31 / 42,02 t                                      |
| Radsatzfahrmasse:                                           | 13,3 t                                               | 13,41 / 14,02 t                                      |
| Höchstgeschwindigkeit:                                      | 50 km/h                                              | 50 km/h                                              |
| Treibraddurchmesser:                                        | 1340 mm                                              | 1340 mm                                              |
| Steuerungsart:                                              | Allan, innen                                         | Allan, innen                                         |
| Zylinderanzahl:                                             | 2                                                    | 2                                                    |
| Zylinderdurchmesser:                                        | 486 mm                                               | 486/705 mm 1 500/705 mm 2                            |
| Kolbenhub:                                                  | 630 mm                                               | 630 mm                                               |
| Kesselüberdruck:                                            | 11 kg/cm² = 10,79 bar                                | 12 kg/cm² = 11,77 bar 1 13 kg/cm² = 12,75 bar 2      |
| Rostfläche:                                                 | 1,67 m²                                              | 1,67 m²                                              |
| Verdampfungsheizfläche:                                     | 111,8 m²                                             | 111,8 m²                                             |
| Tender:                                                     | bay 3 T 10,2                                         | bay 3 T 10,5                                         |
| Dienstmasse des Tenders:                                    | 27,2 t                                               | 27,5 t                                               |
| Wasservorrat:                                               | 10,2 m³                                              | 10,5 m³                                              |
| Brennstoffvorrat:                                           | 5,0 t Kohle                                          | 5,0 t Kohle                                          |
| 1 Probeloks 2 Serienloks ab Betriebsnummer 1442             |                                                      |                                                      |

Die C IV war eine Güterzugdampflokomotive, die zwischen 1884 und 1897 für die Königlich Bayerische Staatsbahn gebaut wurde.

## Beschreibung
Zwischen 1884 und 1893 wurden 87 Exemplare mit Nassdampf-Zwillingstriebwerk geliefert, 1889 zwei Probeloks und zwischen 1892 und 1897 98 weitere Exemplare mit Nassdampf-Zweizylinder-Verbundtriebwerk. Die Fahrzeuge, welche erstmals den bis dahin für bayerische Lokomotiven typischen Außenrahmen nicht mehr besaßen, waren den steigenden Anforderungen aber schon bald nicht mehr gewachsen. Trotzdem wurden von der Deutschen Reichsbahn noch zahlreiche Exemplare übernommen und als Baureihe 5380-81 mit den Betriebsnummern 53 8011–8076 und 53 8081–8168 eingereiht. Die Zwillingslokomotiven wurden 1926 ausgemustert, die Verbundlokomotiven bis 1931. Die Zwillingsloks waren mit einem Schlepptender der Bauart bay 3 T 10,2 ausgestattet. Die Verbundmaschinen hatten einen Schlepptender der Bauart bay 3 T 10,5.